# 차를 마시자!!
《차를 마시자!!》(お茶にごす。 오차니고스.[*])는 일본 만화가 니시모리 히로유키의 만화이다. 쇼가쿠칸의 《주간 소년 선데이》에서 2007년 18호부터 2009년 35호까지 연재되었다. 단행본은 11권으로 완결되었다.